# Waldemar Haffkine
Waldemar Mordechai Wolff Haffkine (ruso: Мордехай-Вольф Хавкин; en algunas publicaciones francesas: Mardochée-Woldemar Khawkine) (Odesa, Ucrania 15 de marzo de 1860 – 26 de octubre de 1930, Lausana, Suiza) fue un bacteriólogo judío del Imperio ruso quien luego se naturalizó francés.
Su carrera fue un éxito en Rusia porque "rechazó convertirse a la ortodoxia rusa". Emigró y trabajó en el Instituto Pasteur en París, donde desarrolló una vacuna contra el cólera que probó con éxito en la India. Es reconocido como el primer microbiólogo que desarrolló y utilizó vacunas contra el cólera y la peste bubónica. Probó las vacunas sobre sí mismo. Lord Joseph Lister lo nombró "un salvador de la humanidad".
Fue nombrado caballero con honores del año del Jubileo de Diamante de la reina Victoria en 1897. La crónica judía de esa época señaló que "un judío de Ucrania, formado en las escuelas de ciencias europeas, salva las vidas de hindúes y mahometanos y está condecorado por el descendiente de Guillermo el Conquistador y Alfredo el Grande".

## Primeros años
Nacido Vladimir Aaronovich Mardoqueo Lobo Chavkin (ruso: Владимир (Маркус-Вольф) Аaронович Хавкин), el cuarto de los cinco hijos de Aarón y Rosalie (hija de David-Aïsic Landsberg) en una familia de un maestro de escuela judía en Berdyansk, Imperio ruso (ahora Ucrania), recibió su educación en Odesa, Berdyansk y San Petersburgo. 
El joven Haffkine también fue miembro de la Liga Judía de Autodefensa en Odesa. Haffkine resultó herido mientras defendía un hogar judío durante un pogromo. Como resultado de esta acción fue arrestado pero luego liberado debido a la intervención de Ilya Mechnikov.
Haffkine continuó sus estudios de 1879 a 1883 con el biólogo Ilya Mechnikov, pero después del asesinato del zar Alejandro II, el gobierno tomó cada vez más medidas enérgicas contra las personas que consideraba sospechosas, incluida la intelectualidad. Haffkine también fue empleado por el museo zoológico de Odesa desde 1882 hasta 1888. Privado de la cátedra, como judío, en 1888, a Haffkine se le permitió emigrar a Suiza y comenzó su trabajo en la Universidad de Ginebra. En 1889 se unió a Mechnikov y Louis Pasteur en París en el recién establecido Instituto Pasteur, donde asumió el único puesto disponible de bibliotecario.

## Estudios protozoológicos
Haffkine comenzó su carrera científica como protozoólogo y protistólogo, bajo la tutela de Ilya Mechnikov en la Universidad Imperial Novorossiya de Odesa y más tarde en el Instituto Pasteur de París. Sus primeras investigaciones fueron sobre protistas como Astasia, Euglena y Paramecium, así como los primeros estudios sobre Holospora, un parásito bacteriano de Paramecium. A principios de la década de 1890, Haffkine centró su atención en los estudios de bacteriología práctica. 
El euglenid género Khawkinea se nombra en honor a los primeros estudios de Haffkine de euglénidos, publicado por primera vez en revistas francesas con el nombre del autor traducido del cirílico como "Mardochée-Woldemar Khawkine".

## Vacuna contra el cólera
En ese momento, una de las cinco grandes pandemias de cólera del siglo XIX devastó Asia y Europa. Aunque Robert Koch descubrió Vibrio cholerae en 1883, la ciencia médica en ese momento no lo consideró la única causa de la enfermedad. Este punto de vista fue apoyado por experimentos de varios biólogos, en particular Jaume Ferran i Clua en España.
Haffkine centró su investigación en el desarrollo de la vacuna contra el cólera y produjo una forma atenuada de la bacteria. Arriesgando su propia vida, el 18 de julio de 1892, Haffkine se llevó a cabo la primera prueba en humanos e informó de sus hallazgos el 30 de julio a la Sociedad Biológica. A pesar de que su descubrimiento causó un revuelo entusiasta en la prensa, no fue ampliamente aceptado por sus colegas principales, incluidos Mechnikov y Pasteur, ni por el establecimiento médico oficial europeo en Francia, Alemania y Rusia. 
Haffkine consideraba a India, donde cientos de miles de personas murieron a causa de las epidemias en curso, como el mejor lugar para probar su vacuna. A través de la influencia del marqués de Dufferin y Ava, que estaba en París como embajador británico, se le permitió demostrar sus ideas en Inglaterra. Se trasladó a la India en 1893 y estableció un laboratorio en Byculla en 1896 que se trasladó a Parel y más tarde se llamó el Instituto Haffkine. Haffkine trabajó en la peste y en 1902-3 se inocularon medio millón, pero el 30 de octubre de 1902, 19 personas murieron de tétanos de las 107 inoculadas en Mulkowal. Este "desastre de Mulkowal" llevó a una investigación. Fue suspendido brevemente, pero fue nombrado director del Laboratorio Biológico de Calcuta. Se jubiló en 1915 y, padeciendo malaria, tuvo que regresar a Francia.

## Vacuna contra la plaga
"A diferencia del tétanos o la difteria, que fueron neutralizados rápidamente por vacunas eficaces en la década de 1920, los aspectos inmunológicos de la peste bubónica demostraron ser mucho más abrumadores". En octubre de 1896, una epidemia de peste bubónica azotó Mumbai y el gobierno pidió ayuda a Haffkine. Se embarcó en el desarrollo de una vacuna en un laboratorio improvisado en un pasillo de Grant Medical College. En tres meses de trabajo persistente (uno de sus asistentes experimentó una crisis nerviosa ; otros dos abandonaron), un formulario para ensayos en humanos estaba listo y el 10 de enero de 1897 Haffkine lo probó en sí mismo. "La vacuna de Haffkine utilizó una pequeña cantidad de la bacteria para producir una reacción inmunológica". Luego de que estos resultados fueran anunciados a las autoridades, los voluntarios de la cárcel de Byculla fueron inoculados y sobrevivieron a las epidemias, mientras que siete internos del grupo de control murieron. "Como otras de estas primeras vacunas, la formulación de Haffkine tuvo efectos secundarios desagradables y no proporcionó una protección completa, aunque se dijo que redujo el riesgo hasta en un 50 por ciento".
A pesar de los éxitos de Haffkine, algunos funcionarios seguían insistiendo principalmente en métodos basados en el saneamiento: lavar las casas con manguera contra incendios con cal, llevar a las personas afectadas y sospechosas a campamentos y hospitales, y restringir los viajes.
A pesar de que Rusia oficial todavía era indiferente a su investigación, colegas rusos de Haffkine, médicos VK Vysokovich y DK Zabolotny, lo visitaron en Bombay. Durante la epidemia de cólera de 1898 en el Imperio ruso, la vacuna llamada "лимфа Хавкина" ("limfa Havkina", de Havkin linfático) salvó miles de vidas en todo el imperio.
A principios del siglo XX, el número de inóculos en la India alcanzó los cuatro millones y Haffkine fue nombrado Director del Laboratorio de Plagas en Mumbai (ahora llamado Instituto Haffkine). En 1900, recibió el Premio Cameron de Terapéutica de la Universidad de Edimburgo.
Haffkine fue el primero en preparar una vacuna para la profilaxis humana eliminando el cultivo virulento por calor a 60 °C. El principal límite de su vacuna fue la falta de actividad contra las formas pulmonares de la peste.

## Conexión con el sionismo
En 1898, Haffkine se acercó a Aga Khan III con una oferta para que el sultán Abdul Hamid II reasentara a judíos en Palestina, entonces una provincia del Imperio otomano: el esfuerzo "podría emprenderse progresivamente en Tierra Santa", "la tierra sería obtenida por compra a los súbditos del sultán", "el capital sería proporcionado por miembros más ricos de la comunidad judía", pero el plan fue rechazado.